# Лебен, Юре
Юре Лебен (словен. Jure Leben, род. 22 апреля 1981) — словенский политический, государственный и партийный деятель. Основатель и бывший лидер движения «Свобода» (2021-2022), бывший министр природных ресурсов Словении (2018-2019).

## Биография
Юре Лебен родился 22 апреля 1981 в Любляне. В школьные годы увлекался баскетболом.
Первоначальное образование получил в США, где получил степень бакалавра в области охраны окружающей среды. Позже учился в Оксфордском университете и университете Хартфордшира, получив в последнем степень магистра философии.
В 2014 году он вступил в недавно основанную «Партию современного центра». В октябре-ноябре 2014 занимал должность государственного секретаря Министерства окружающей среды и территориального планирования Словении.
Летом 2016 года занял должность статс-секретаря Министерства инфраструктуры Словении.
13 сентября 2018 был назначен министром природных ресурсов Словении, данную должность он занимал несколько месяцев, пока 27 февраля 2019 не подал в отставку, которая была принята премьер-министром Марьяном Шарецом. По причине отставки, покинул партию, в которую вступил в 2014.
В январе 2021 на политическом шоу Studio City объявил о создании «Партии Зеленых Действий» (ныне движение «Свобода»), учредительный съезд которой состоялся 8 мая того же года.
В январе 2022 покинул партию и заявил об окончательном завершении политической карьеры. По его личному утверждению, он ушел из политики, чтобы посвятить себе семье.

## Личная жизнь
С момента выхода в отставку, Лебен живет в Врхе-над-Желимлями.
Женат на Кате Лебен, у них есть приёмная дочь, которую они удочерили в 2013 году.